# Classe Admiral Grigorovich
A classe Almirante Grigorovich, designação russa Projeto 11356R, é uma classe de fragatas construída pelo Estaleiro Yantar em Kaliningrado para a Marinha Russa a Marinha Indiana, com um custo estimado de US$ 450-500 milhões. Seis navios foram encomendados para a Frota Russa do Mar Negro sob dois contratos em 2010 e 2011 como complemento às fragatas classe Almirante Gorshkov.

## História
Em 2010, foi decidido que a Marinha Russa iria adquirir seis navios baseados no projeto Talwar, devido a atrasos na produção das fragatas classe Almirante Gorshkov e também devido à necessidade emergencial de novas fragatas para a modernização da Frota Marítima. O Estaleiro Yantar ganhou o contrato para construção dos navios e três navios deveriam ser concluídos em quatro anos. Anteriormente, seis navios do mesmo projeto, conhecidos como classe Talwar, foram construídos para a Marinha Indiana entre 1999 e 2011, pelo Estaleiro Báltico, São Petersburgo e pelo Estaleiro Yantar, Kaliningrado.
O navio líder, Almirante Grigorovich, teve seu batimento de quilha em 18 de dezembro de 2010, lançado no dia 14 de março de 2014 e comissionado em 11 de março de 2016.
Inicialmente, a empresa ucraniana Zorya-Mashproekt iria fornecer turbinas a gás para as fragatas, mas após o início da Guerra Russo-Ucraniana, a Ucrânia disse que não forneceria mais os motores. Em razão disso, o fabricante russo Saturn foi solicitado a fornecer turbinas a gás M90FR alternativas. 
Desde outubro de 2016, as três fragatas incompletas, Almirante Butakov, Almirante Istomin e Almirante Kornilov, cuja construção foi suspensa em 2015 devido o problema no fornecimento das usinas de turbinas a gás, são consideradas vendidas à Índia. A Marinha Russa opôs-se a esta exportação.
Em 2017, a United Shipbuilding Corporation (USC) anunciou a retomada da construção das últimas três fragatas em 2018 e que os navios ingressariam na Marinha Russa. A decisão da retomada da construção foi tomada após os testes preliminares dos motores de turbina a gás russos, o M70FRU (14 MW) e o M90FR (20 MW, máximo 25-28 MW), projetados e construídos pela planta NPO Saturn. Com acesso a usinas alternativas, acreditava-se que os navios permaneceriam em serviço russo. No final de 2017, a NPO Saturn concluiu com exito três projetos de P&D dos motores a gás M90FR, Agregat-DKVP e M70FRU-R realizados desde 2014.
No entanto, em outubro de 2018, foi tomada a decisão de vender as fragatas inacabadas Almirante Butakov e Almirante Istomin à Marinha Indiana por um contrato no valor de US$ 950 milhões. O Estaleiro Yantar em Kaliningrado realizará todas as obras necessárias para finalizar a construção das fragatas, até serem entregues à Índia no ínicio de 2024. Em 2021, ainda não havia confirmação se o Almirante Kornilov seria concluído para a Marinha Russa ou potencialmente vendido a um cliente estrangeiro. Em 2021, foi relatado que ela seria de fato vendida a um cliente estrangeiro.
Em 17 de agosto de 2022, o vice-chefe da United Shipbuilding Corporation, Vladimir Korolev, afirmou que o Estaleiro Yantar estaria pronto para a construção de mais fragatas da classe Almirante Grigorovich. Ele informou que o destino da sexta fragata incompleta, Almirante Kornilov, não foi decidido.

## Histórico operacional
Em 3 de novembro de 2016, como parte da intervenção militar russa na Guerra Civil Síria, o navio almirante Grigorivich foi designado para o Mar Mediterrâneo pela primeira vez. Em 15 de novembro de 2016, lançou mísseis de cruzeiro Kalibr contra alvos do EI e da Al-Nusra nas províncias sírias de Idlib e Homs, destruindo dezenas de armazéns de munições, centros de treinamentos e fábricas de produção de armas. A fragata almirante Grigorovich foi transferida para o Mar Mediterrâneo em abril de 2017, após os ataques com mísseis dos EUA contra a Síria. Ela se juntou à esquadra do Mediterrâneo novamente em dezembro de 2020.
Em 12 de abril de 2022, uma fragata da classe Grigorovich supostamente teria abatido um drone Bayraktar TB2 durante a invasão russa da Ucrânia em 2022. Em abril, uma fragata teria disparado mísseis de cruzeiro Kalibr contra alvos ucranianos.

## Exportações
Como parte de um acordo assinado em 20 de outubro de 2018 para a entrega das fragatas Almirante Butakov e Almirante Istomin à Marinha Indiana, a Rosoboronexport e o Estaleiro Goa assinaram um contrato adicional para mais duas embarcações da classe Almirante Grigorovich a serem construídas sob licença no Estaleiro Goa na Índia. Pelo contrato, a Rússia fornecerá à Índia os conhecimentos tecnológicos necessários para construção dos navios. O custo final das duas fragatas não foi divulgado, mas foi estimado em US$ 500 milhões. A Marinha Indiana deverá receber os navios em 2026 e 2027, respectivamente.

## Armamentos
O armamento inclui oito células em uma UVP 3S14, uma montagem de artilharia automática universal de 100 mm A-190, 3K90M naquela UVP 3S90M (contendo 24 9M317M), duas montagens de seis canos de tiro rápido de 30 mm AK-630 M. A proteção anti-submarino e anti-torpedo é fornecida por dois tubos de torpedo de tubo duplo de 533 mm e RBU 600.

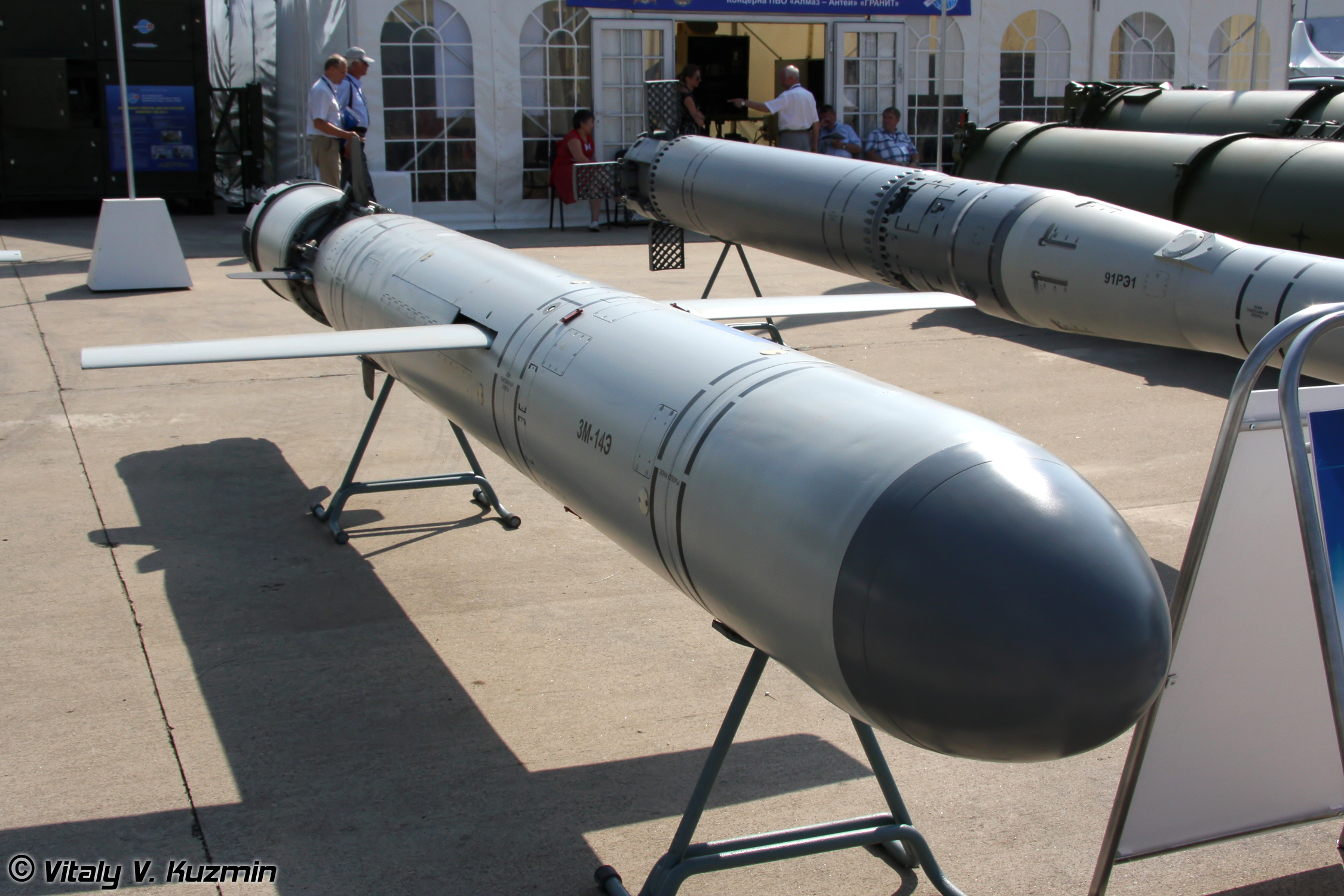
Míssil 3M-14E Kalibr

### UKSK 3S14
O lançador vertical 3S14, instalado nos navios dos projetos 11356R e 21631, possui capacidades truncadas e permite o lançamento apenas de mísseis da família 3M14 Kalibr, ou seja, não permite o lançamento de mísseis antinavio Onyx, ao contrário dos UKSKs semelhantes em navios de projetos 22350, 20385 e 1144,2 M (dados para 2021 de fontes abertas do Ministério da Defesa russo refutam esta informação).
De acordo com os comandantes da Marinha na mídia, os mísseis podem atingir alvos de superfície a um alcance de até 500 km e alvos terrestres a um alcance de 1.500-2.000 km (na versão não nuclear). Em situação de combate, foram utilizado por navios da Flotilha do Cáspio para atacar alvos de grupos terroristas na Síria a distâncias de até 1.500 km.

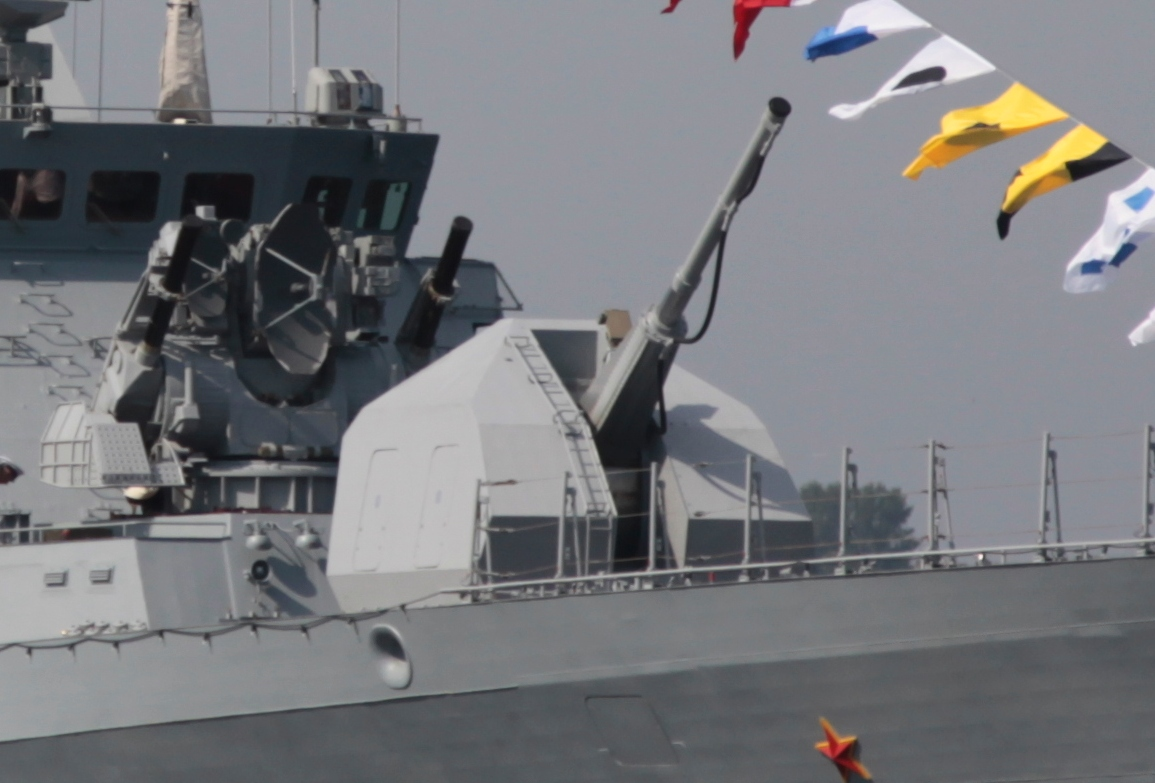
Montagem de artilharia A-190 na corveta Steregushchy

### Complexo de artilharia
Para disparar contra alvos aéreos e marítimos, o navio patrulha está equipado com o mais recente sistema de artilharia de canhão único de calibre 100 mm, que garante alta eficiência de fogo contra alvos aéreos, marítimos e costeiros com tempo de reação mínimo. Consiste em um suporte de artilharia A-190 de canhão único e um sistema de controle de fogo 5P-10.
O suporte da arma foi desenvolvido pelo Instituto Central de Pesquisa de Nizhny Novgorod "Burevestnik" e é produzido em suas instalações em cooperação com OJSC "Motovilikha Plants". Hoje é o canhão naval deste calibre de disparo mais rápido. Com fornecimento de munição bidirecional, o A-190 dispara 80 tiros por minuto e fornece um alcance de tiro efetivo de aproximadamente 20 km.
Para ser instalado em navios de terceiro escalão (com deslocamento de até 2.000 toneladas), o canhão é fabricado em versão leve. O A-190 pesa 2,5 vezes menos em comparação com o suporte de canhão A-214 produzido anteriormente, que pesava 35,7 toneladas sem munição.
O sistema de controle de fogo 5P-10 Puma (desenvolvido pelo Amethyst Design Bureau, produzido pela RATEP JSC) fornece busca, aquisição e rastreamento de alvos em modo automático.

### Sistema de informação e gestão
A coleta e processamento de informações, bem como a emissão de designação de alvos para todas as armas e sistemas de defesa do navio patrulha, são fornecidas pelo sistema de informação e controle de combate (CIUS) “ Requisito-M ”. Especialmente para o navio deste projeto, o BIUS “Trebovanie-M” foi desenvolvido e fornecido pela NPF Meridian JSC (São Petersburgo).
O “Requisito-M” gera tarefas de forma independente para todos os sistemas gerais de armas do navio, com base na situação de perigo: determina o número de lançamentos e disparos, exibe informações sobre o estado das armas de combate do navio e transmite informações aos sistemas de defesa. O sistema é capaz de processar informações recebidas simultaneamente de 250 fontes.

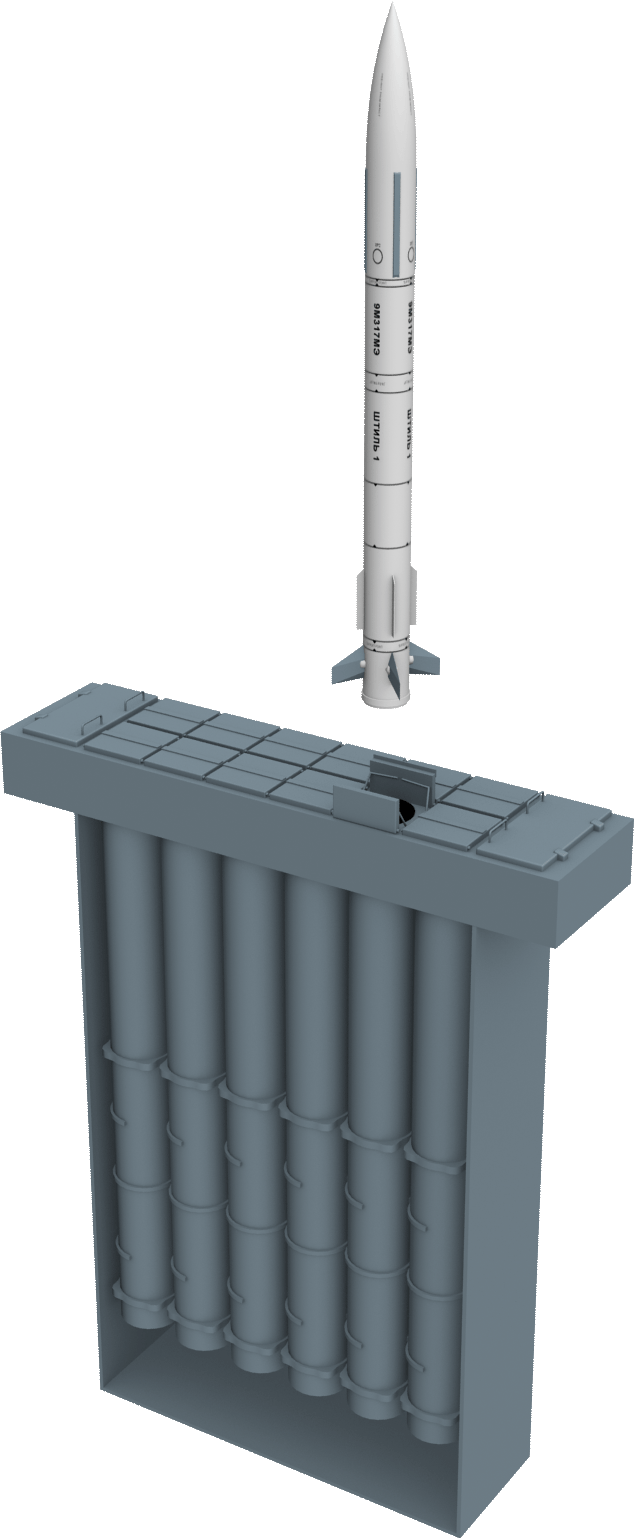
UVP 3S90M e SAM 9M317M

### Sistema de mísseis antiaéreos de médio alcance
O sistema de mísseis antiaéreos multicanal de médio alcance Index URAV Navy 3K90M "Shtil-1" é usado para repelir ataques aéreos inimigos massivos - até três mísseis 9M317M podem ser apontados simultaneamente para cada alvo. Espera-se que o complexo seja capaz de atingir alvos aéreos voando a velocidades de até 3 km/s em distâncias de 2,5 a 70 km e altitudes de 5 m a 35 km.

### Complexo de artilharia antiaérea
Nos navios domésticos é representado por duas instalações AK-630M localizadas nas laterais do hangar. Os primeiros três navios da Marinha Indiana estavam armados com o sistema de defesa aérea Kashtan, e os três seguintes estavam armados com o AK-630M.

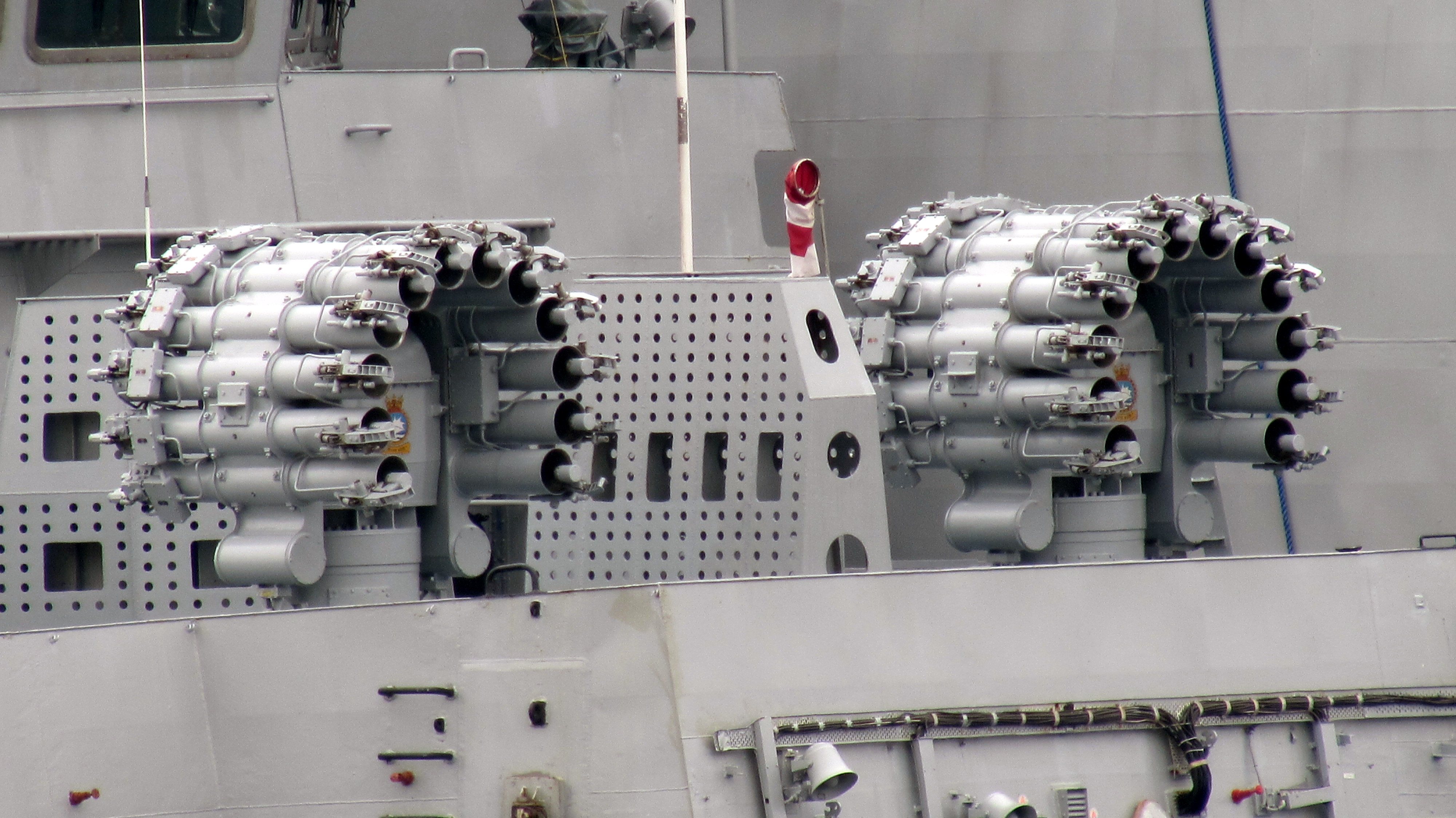
RBU-6000

### Armas anti-submarinas
2 × 2 tubos de torpedo duplos de 533 mm DTA-53-11356, 1 × 12 lançador de foguetes RBU-6000 ; projetado para combater torpedos e submarinos inimigos.

### Armas eletrônicas e hidroacústicas
O radar (radar tipo Fregat-M2M) fornece detecção de alvos, determinação de suas coordenadas e rastreamento.
Controles de armas - 4 radares de controle de armas antiaéreas, radar de controle de artilharia 5P-10.
Armamento de guerra eletrônica - lançadores de isca 2 × 4 PK10, o sistema de proteção antitorpedo Udav e outros, servem para combater as armas inimigas.

## Navios
| Nome                           | Homônimo                         | Construtor           | Batimento de quilha     | Lançado                                                                                                | Comissionado           | Frota     | Status                                |
| ------------------------------ | -------------------------------- | -------------------- | ----------------------- | --- | ---------------------- | --------- | ------------------------------------- |
| Almirante Grigorovich          | Ivan Konstantinovich Grigorovich | Yantar, Kaliningrado | 18 de dezembro de 2010  | 14 de março de 2014                                                                                    | 11 de março de 2016    | Mar Negro | Ativo                                 |
| Almirante Essen                | Nikolai Ottovich Essen           | Yantar, Kaliningrado | 8 de julho de 2011      | 7 de novembro de 2014                                                                                  | 7 de junho de 2016     | Mar Negro | Ativo                                 |
| Almirante Makarov              | Stiepan Osipovich Makarov        | Yantar, Kaliningrado | 29 de fevereiro de 2012 | 2 de setembro de 2015                                                                                  | 27 de dezembro de 2017 | Mar Negro | Ativo                                 |
| Tushil (ex- almirante Butakov) |                                  | Yantar, Kaliningrado | 13 de julho de 2013     | Lançamento original em 5 de março de 2016 Relançamento do Tushil reconstruído em 28 de outubro de 2021 | 2023                   |           | Preparando-se                         |
| Tamala (ex- Almirante Istomin) |                                  | Yantar, Kaliningrado | 15 de novembro de 2013  | Lançamento original em 16 de novembro de 2017                                                          | 2023                   |           | Em construção                         |
| (ex -almirante Kornilov)       |                                  | Yantar, Kaliningrado |                         | Lançamento original em 16 de novembro de 2017                                                          | até 2026               |           | Em construção, para venda no exterior |